# 慕容鉴
慕容鉴（4世纪—397年），昌黎棘城（今辽宁省义县西北）人，后燕宗室，慕容垂的兒子。
慕容垂的前妻段皇后生了儿子慕容令、慕容宝，他的继室小段皇后又生了儿子慕容朗、慕容鉴。393年五月，慕容垂册立他的儿子慕容熙为河间王，慕容朗为渤海王，慕容鉴为博陵王。397年三月十四日，慕容宝与太子慕容策、辽西王慕容农 、高阳王慕容隆、长乐王慕容盛率领一万多骑兵，出城投奔慕容会，河间王慕容熙、勃海王慕容朗、博陵王慕容鉴还都年幼，未能逃出城来，慕容隆又回到城里去迎护，终使他们全部逃脱。慕容朗、慕容鉴被叛将段速骨杀死。